# Coryphantha pycnacantha
Coryphantha pycnacantha ist eine Pflanzenart in der Gattung Coryphantha aus der Familie der Kakteengewächse (Cactaceae). Das Artepitheton pycnacantha bedeutet ‚mit dichten Stacheln‘.

## Beschreibung
Coryphantha pycnacantha wächst einzeln oder bildet Gruppen mit kugelförmigen bis kurz zylindrischen, blaugrünen bis trübgrünen Trieben die bei Durchmessern von 5 bis 7 Zentimetern Wuchshöhen von 5 bis 9 Zentimetern erreichen. Die konischen, bis 2,5 Zentimeter langen Warzen sind an ihrer Basis rhomboid. Es sind 2 bis 4 wenig gebogene, nadelige, weiße oder gelbe Mitteldornen vorhanden, die eine dunklere Spitze besitzen und im Alter vergrauen. Sie sind 1,3 bis 1,9 Zentimeter lang. Die 8 bis 15 wenig gebogenen, 8 bis 18 Millimeter langen Randdornen sind weißlich bis gelb und vergrauen im Alter.
Die glockenförmige Blüten sind hellgelb. Sie sind bis 4 Zentimeter lang und erreichen Durchmesser von 5 Zentimeter. Die länglichen, grünen, saftigen Früchte sind bis 2,4 Zentimeter lang und weisen Durchmesser von 1,3 Zentimeter auf.

## Verbreitung, Systematik und Gefährdung
Coryphantha pycnacantha ist in den mexikanischen Bundesstaaten México, Hidalgo, Puebla und Veracruz auf Lavaböden und in Grasland verbreitet.
Die Erstbeschreibung als Mammillaria pycnacantha wurde 1832  durch Carl Friedrich Philipp von Martius veröffentlicht. Charles Lemaire stellte die Art 1868 in die Gattung Coryphantha. Weitere nomenklatorische Synonyme sind Echinocactus pycnacanthus (Mart.) Poselg. (1853) und Cactus pycnacanthus (Mart.) Kuntze (1891).
Coryphantha pycnacantha wird in der Roten Liste gefährdeter Arten der IUCN als „Endangered (EN)“, d. h. stark gefährdet, eingestuft.

## Nachweise